# Louzac-Saint-André
Louzac-Saint-André település Franciaországban, Charente megyében. Lakosainak száma 964 fő (2022. január 1.). Louzac-Saint-André Javrezac, Saint-Laurent-de-Cognac, Chérac és Val-de-Cognac községekkel határos.

## Népesség
A település népessége az elmúlt években az alábbi módon változott:
| Lakosok száma | 396  | 747  | 953  | 993  | 1031 | 1016 | 995  | 991  | 991  | 964  |
|               | 1968 | 1982 | 1990 | 2006 | 2013 | 2015 | 2017 | 2019 | 2020 | 2022 |